# Duque de Cleveland
Duque de Cleveland foi um título nobiliárquico do Pariato da Inglaterra e do Reino Unido. O ducado foi nomeado a partir de Cleveland, Yorkshire, uma região montanhosa no norte da Inglaterra.
O ducado foi criado duas vezes, a primeira vez em 1670 para Barbara Palmer, 1.ª Duquesa de Cleveland, amante do rei Carlos II de Inglaterra, e novamente em 29 de janeiro de 1833 para William Vane, 3.º Conde de Darlington, juntamente com  título de Baron Raby.  Esta último era bisneto de Carlos FitzRoy, 2.º Duque de Cleveland, filho de Barbara Palmer e Carlos II. O último detentor do titulo foi Harry Powlett, (1803–1891), filho mais novo de de William Vane; Ele morreu sem descendência e os títulos do ducado (exceto o titulo de Barão Barnard) foram extintos.

## Duques de Cleveland

### Primeira criação (1670)

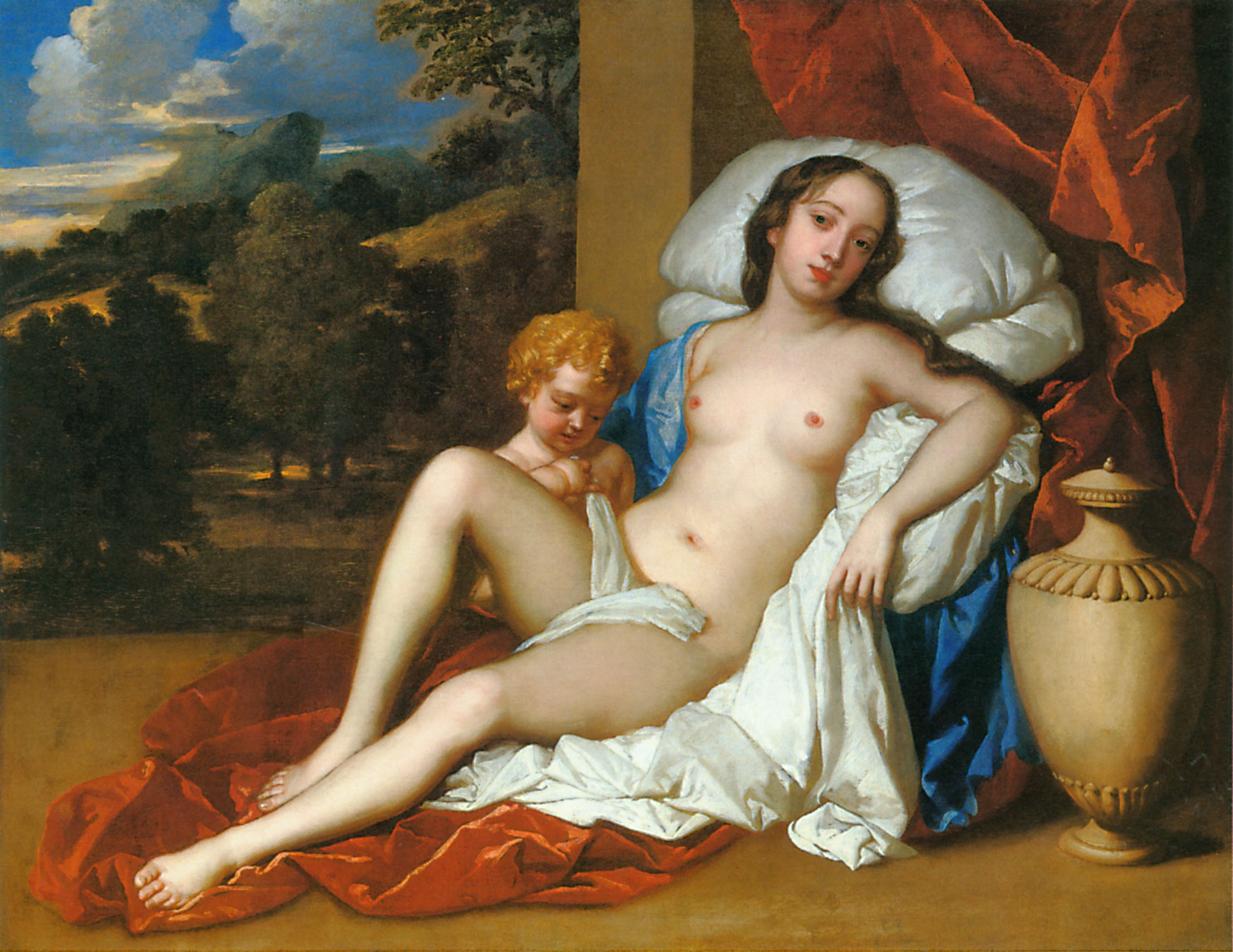
Barbara Palmer, a primeira duquesa de Cleveland

- Barbara Palmer, 1.ª Duquesa de Cleveland, Condessa de Southampton e Baronesa Nonsuch (1641–1709), amante do rei Carlos II de Inglaterra
- Carlos FitzRoy, 2.º Duque de Cleveland, 1.º Duque Southampton, Conde de Chichester e Barão Newbury (1662–1730), filho (ilegítimo) primogênito da 1.ª Duquesa de Cleveland e Carlos II
- William FitzRoy, 3.º Duque de Cleveland, 2.º Duque Southampton, Conde de Chichester e Barão Newbury (1698–1774), filho primogênito do 2.º Duque de Cleveland. Ele morreu sem descendência e os títulos do ducado foram extintos.

### Segunda criação (1833)

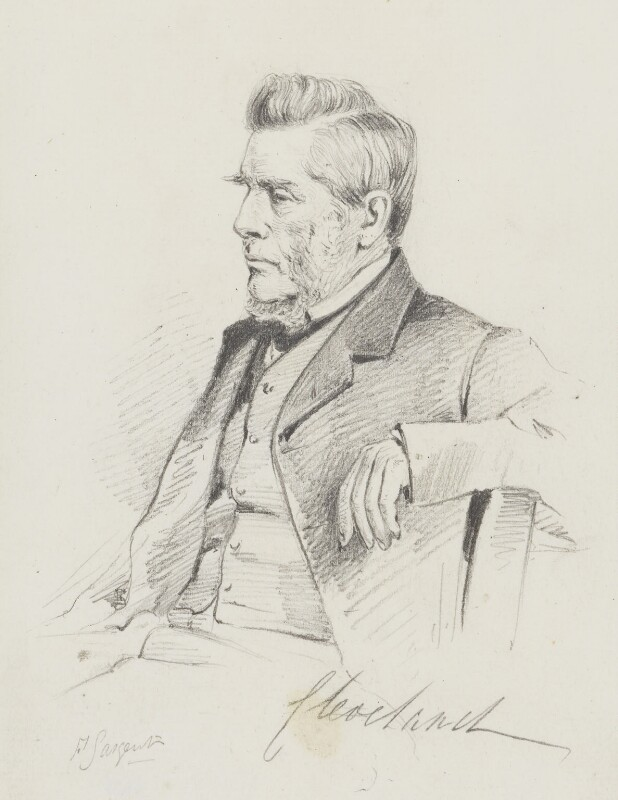
Harry Powlett, o último duque de Cleveland

- William Vane, 1.º Duque de Cleveland, Duque Southampton, Marquês de Cleveland, Conde de Darlington, Visconde Barnard, Barão Barnard e Barão Raby (1766–1842), bisneto de Carlos FitzRoy, 2.º Duque de Cleveland
- Henry Vane, 2.º Duque de Cleveland, (1788–1864), filho primogênito de William Vane, 1.º Duque de Cleveland
- William Vane, 3.º Duque de Cleveland, (1792–1864), segundo filho de William Vane, 1.º Duque de Cleveland
- Harry Powlett, 4.º Duque de Cleveland, (1803–1891), filho mais novo de William Vane, 1.º Duque de Cleveland. Ele morreu sem descendência e os títulos do ducado (exceto o titulo de Barão Barnard) foram extintos.